# Station Biskupin Wieś
Station Biskupin Wieś was een spoorwegstation in de Poolse plaats Biskupin.